# Вознесенский (Нуримановский район)
Вознесенский (баш. Вознесенский) — деревня в Нуримановском районе Республики Башкортостан Российской Федерации. Входит в состав Никольского сельсовета.

## География

### Географическое положение
Расстояние до:
- районного центра (Красная Горка): 13 км,
- центра сельсовета (Никольское): 5 км,
- ближайшей ж/д станции (Иглино): 68 км.

## Население
| 2002 | 2009 | 2010 |
| ---- | ---- | ---- |
| 42   | ↘37  | →37  |

Национальный состав
Согласно переписи 2002 года, преобладающая национальность — русские (76 %).